# Triangle de la physique
 (octobre 2014).
Si vous disposez d'ouvrages ou d'articles de référence ou si vous connaissez des sites web de qualité traitant du thème abordé ici, merci de compléter l'article en donnant les références utiles à sa vérifiabilité et en les liant à la section « Notes et références ».
Le Triangle de la physique a pour ambition de rassembler autour de thèmes ciblés, à fort potentiel structurant et par-delà les clivages dus à leur appartenance à des organismes divers, un ensemble de laboratoires, équipes et chercheurs en physique, concentrés sur le triangle géographique Palaiseau-Orsay-Saclay. Ces acteurs constituent une population forte de plus de 1000 personnes, dont l'excellence n'est plus à démontrer, car déjà reconnue par de nombreuses distinctions en France et à l'étranger et par leur ancrage dans des projets nationaux et internationaux majeurs (infrastructures intégrées -I3- et réseaux européens, par exemple).
Afin d'accroître de façon significative la visibilité et l'attractivité de cet acquis dans une perspective mondiale, la communauté des physiciens impliqués dans ce "Triangle de la Physique", se propose d'élaborer un partenariat fort, largement transdisciplinaire. Il entend concrétiser un leadership mondial par sa taille, par son excellence, par la pluralité et la cohérence de ses thèmes, par sa capacité à générer des projets structurants au-delà du simple rassemblement de compétences déjà consacrées.
Il regroupe les physiciens qui étudient les niveaux d'organisation "intermédiaires" de la matière, - de l'atome au solide - . Ils pratiquent une recherche "à l'échelle du laboratoire", mais utilisent aussi les grands et très grands instruments du Triangle (Synchrotron soleil, LLB, lasers de puissance). En concentrant et en coordonnant les efforts dans les domaines de compétences de l'optique, de la physique de la matière diluée et condensée, des milieux complexes, de la nanophysique et de la physique statistique, le RTRA se propose de compléter et d'équilibrer tout le continuum d'outils de soutien à la recherche et à l'innovation qui se met en place en utilisant les possibilités offertes par la loi-programme pour la recherche. Un programme ambitieux de formation par la recherche et d'enseignements innovants pourra être stimulé.

## Fondateurs
Le Triangle de la physique a bénéficié à sa création d'un fonds de 20 millions d'euros apporté par ses fondateurs et le Ministère de la Recherche :
- Le CNRS
- L'Université Paris Sud
- Le CEA
- L'Ecole Polytechnique
- L'Institut d'optique
- Supelec
- L'ENSTA ParisTech
- L'Onera

## Attractivité
Si divers facteurs d'attractivité, tels que l'accueil de chercheurs étrangers de haut niveau, le soutien ferme aux nouveaux chercheurs promoteurs d'idées et de thèmes novateurs, le financement d'un nombre critique de post-docs et un équipement en moyens de recherche communs et structurants, peuvent être rassemblés, le Triangle de la Physique a les moyens nécessaires pour devenir, à l'égal des centres majeurs à l'étranger (Santa Barbara, Princeton, MIT et Harvard, Cambridge (UK), Zürich, Tsukuba, etc), une capitale mondiale de la physique, un lieu privilégié pour un débat scientifique élargi et pour la fertilisation d'idées et de projets originaux.

## Direction
La direction du Triangle de la physique est assurée par un Directeur, Christian Colliex et d'une directrice adjointe, Élisabeth Bouchaud, entourés d'un comité de pilotage.

## La fondation
Le RTRA a vocation à fonctionner dans le cadre d'une Fondation de coopération scientifique. La fondation unique Digiteo-Triangle de la Physique assure la tutelle conjointe des deux réseaux.